# Хайкан
Хайка́н (рос. Хайкан) — село у складі Газімуро-Заводського району Забайкальського краю, Росія. Входить до складу Зеренського сільського поселення.

## Населення
Населення — 2 особи (2010; 2 у 2002).
Національний склад (станом на 2002 рік):
- росіяни — 100 %